# Chris Koolmees
Chris Koolmees (Reusel, 25 augustus 1961) is een Nederlands regisseur, scenograaf en vormgever.

## Levensloop

### Jeugd en opleiding
Na de middelbare school ging Koolmees naar de Academie voor Beeldende Vorming voor een opleiding textiele werkvormen en de AKI Art & Design Enschede ArtEZ voor een opleiding Audiovisuele kunsten. Hij werkt tijdens zijn opleiding mee aan diverse projecten van Harry Boom en is actief als perfomance- en videokunstenaar.

### Loopbaan
Koolmees is begin jaren tachtig werkzaam als lichtontwerper, decorontwerper en regieassistent voor diverse theatergroepen in Nederland. Sinds 1989 werkt hij als vormgever voor diverse Nederlandse en Belgische producenten en omroepen. Zo ontwierp hij onder meer decors en leaders voor de programma's van Paul de Leeuw. In 1995 decoreerde hij de VARA-studio ter ere van het 70-jarig jubileum van de omroep. Ook maakt hij video-animaties. 
Daarnaast werkt hij als conceptontwikkelaar en vormgever aan tentoonstellingen, experiences en festivals. Met zijn eigen bedrijf "Fresco" in Amsterdam ontwikkelt hij een bijzondere interactieve installatie, De Spotter, waarin zowel beeld als geluid kunnen worden bestuurd met fysieke beweging. 
Vanaf 2010 produceert en regisseert hij diverse muziektheaterproducties. Hierbij worden ook interactieve technieken toegepast, en krijgt zowel de performer als het publiek controle over een audiovisueel decor. Samen met mezzo-sopraan en harpiste Ekaterina Levental produceert hij onder de naam Leks Compagnie muziek- en theaterprojecten, waarvan een aantal gericht op actuele maatschappelijke thema’s.

## Theaterprojecten '81-'88
- Het Canetti project, theater Concordia Enschede; ontwerp en productie video-decor.
- De drie zusters, Protheater; regie-assistentie, i.s.m. Apostolos Panagopoulos.
- medewerking aan diverse video-projecten; theater de Engelenbak; camera, regie en montage.
- realisatie decoronderdeel voor het Werktheater
- Fairground, Mickery; algemene assistentie.
- The Kingdom, de Engelenbak; geluidstechniek.
- de Duin, Poppenkeet; belichting
- de Rotterdamse Dansgroep; eerste inspiciënt tournee.
- de Zaak Kenny, Stokvis productie; eerste inspiciënt
- De Noorse Mythen, zomer-theaterproject Amsterdam; decorontwerp.
- Exel, Poëzie Hardop; vervaardiging diverse instrumenten i.s.m. Harry de Wit.
- Somewhere on the border, Tekwini; decor en techniek.
- Serenade, Theatercoöperatief; decor- en lichtontwerp/realisatie.[5]
- De Jood van Malta, Protheater; decorontwerp/realisatie.[6][7]
- Hadewijch, met Frieda Pittoors, de Theaterunie; decorontwerp/realisatie[8][9][10]
- Het duel/ De dode stad", met Josée Ruiter en Nettie Blanken,  Theaterunie; decorontwerp/realisatie[11]
- Jeanne d'Arc, Zeno; samenstelling script, decorontwerp/realisatie/techniek
- Droom, studio Peer; decorontwerp/realisatie[12]
- Valse Triste, regie danstheater project

## Tv-programma's
Hij ontwierp decors en maakte leaders voor de tv-programma's:
- De schreeuw van De Leeuw, VARA/ MARAT TV, 1990 t/m 1994
- Kinderen voor Kinderen 10, 11, 12, 13, VARA, 1989 t/m 1992[13]
- Kinderen voor Kinderen Festival, VARA, 1990 t/m 1992
- VARA's jubileumprogramma, 1990
- Voor Altijd Kerst, VARA, 1992
- Wordt Vervolgd, AVRO, 1992
- de Leeuw is los, serie programma's, VARA, 1993
- Spijkertijd, VARA, 1993 t/m 1994
- De Droomshow, AVRO, 1993 t/m 2000
- Karel, AVRO, 1993 t/m 1999
- Personality, VARA, 1993
- 3 voor NOVIB, VARA, 1993
- oudejaarsprogramma, VARA, 1993
- Muilen dicht, VARA, 1994
- Seth en Fiona, VARA, 1994[13][14]
- Klimrek Kwizzz, AVRO, 1994[15]
- Knoop in je zakdoek, TELEAC, 1994 t/m 1997
- Kerst voor niet-gelovigen, VARA, 1994
- De Oud Nieuws Show, VARA, 1994
- Bert's Yellow Cab, EO, 1995
- In heel Europa.., VARA, 1995
- Poggibonsi, VARA, 1995 t/m 1997
- 1 van de 8, VARA, 1995
- Kinderen voor Kinderen 16, VARA, 1995
- Kinderen voor Kinderen 17, VARA, 1996
- Circus Paradijsvogels, AVRO, 1996
- Try Out, VARA, 1997
- Laat de Leeuw, VARA, 1997 t/m 1999[14]
- Kinderen voor Kinderen 18, VARA, 1997
- Zwart/Wit, Veronica, 1998
- 2 Meter Sessies, NPS, 1998
- De Kip is Klaar, RTL5, 1998
- De Nederlandse Filmdagen, AVRO, 1998 en 1999
- Babylon, IKON, 1998
- Laat de Leeuw op reis, VARA, 1999
- The Sound of music, VARA, 1999
- Songfestivalkenner van de Eeuw Show, RTL5, 1999
- De Kern van de Zaak, AVRO, 1999 t/m 2000
- De Toekomst van Karel, AVRO, 1999 t/m 2000
- Middageditie, NPS, 1999 t/m 2000
- Bijna 2 voor 12, VARA, 1999
- Per Seconde Wijzer, VARA, 2000
- Ouwe Jongens, VARA, 2000
- Huis van Oranje, NOS, 2000
- FF wat anders, VARA, 2000
- jubileumquiz, VARA, 2000
- jubileumshow, VARA, 2000
- late night Sint, VARA, 2000
- De Gids, VARA, 2000
- HH Zondag, VPRO, 2001 t/m 2002
- Herberg de Leeuw, NCRV, 2001 t/m 2002
- Tros Triviant, TROS, 2002 t/m 2007
- Nacht van de Lach, KRO, 2002
- Twist, IKON, 2002
- ’t Hijgend Hert, NCRV, 2003
- AVNU, RTL, 2003 t/m 2004
- Kopspijkers, VARA, 2004 t/m 2005
- Nederland in bedrijf, TROS, 2004 t/m 2006
- De mooiste plek van Nederland, NCRV, 2004 t/m 2006
- De Grootmeesters, VARA, 2004 t/m 2005
- PaPaul live, VARA, 2005
- 26000 Gezichten", VARA, 2005
- Mooi! Weer De Leeuw, VARA, 2005 t/m 2009
- Lagerhuis special, VARA, 2005
- Planet Holland, NPS, 2005 t/m 2006
- Koppensnellers, Talpa, 2006 t/m 2007
- Debat, VARA, 2006
- Debby & Nancy's happy hour, BRT, 2007
- Mooi Weer het Nationaal Songfestival, NOS, 2007
- B the Change, NOS, 2007
- Play, NCRV, 2007
- Boeken, Kunst en Eieren, VARA, 2007
- Show Of Music, AVRO, 2008
- Lieve Paul, VARA, 2009
- Mooi!Weer een jaar, VARA, 2009
- X de Leeuw, VARA, 2010
- BZT Show, NCRV, 2010 t/m 2017[16]
- MaDiWoDoVrijdagshow, VARA, 2010
- Licht uit Spot aan, AVRO, 2011
- Debby & Nancy's Warme Wintershow, VTM, 2012

## Overige projecten
- tentoonstelling over theatervormgeving, de Meervaart Amsterdam, 1988
- Dag van de Literatuur, vormgeving festival Congresgebouw Den Haag, Bulkboek, 1989 en 1993
- VARA 1925-1995, vormgeving en scenografie jubileum VARA 70 jaar in MCO, VARA, 1995
- Promises, licht- en decorontwerp theatershow Lori Spee, Harlekijn Holland, 1997[17]
- Crème de la Crème, vormgeving en scenografie festival Congresgebouw Den Haag, MOJO, 2003[14]
- DE koffieconcert, vormgeving concertserie Paul de Leeuw, Bopper Holding, 2003
- Rotterdam import, vormgeving hiphop festival, MOJO, 2004
- RoodShow, vormgeving theatershow Paul de Leeuw, VARA, 2003
- under construction, videomapping project i.k.v. verbouwing Het Scheepvaartmuseum Amsterdam, 2009
- ontwerp interactieve wand voor NS, 2009
- InScene, ontwerp interactieve tentoonstelling Nederlands Instituut voor Beeld en Geluid, 2010
- RetroQuizShow, concept, ontwerp en regie interactieve tentoonstelling Nederlands Instituut voor Beeld en Geluid, 2011
- Volt, ontwerp interactieve installatie voor GLOW Festival, Nederlands Instituut voor Beeld en Geluid, 2012
- Pierrot Lunaire, ontwikkeling en vormgeving interactieve installatie t.b.v. concert, Valerius Ensemble, 2012[18]
- Dirigeer interactive, ontwikkeling en vormgeving interactieve dirigeer installatie t.b.v.Concertgebouw Amsterdam jubileum 125 jaar, 2012[19]
- Zeekastelen, vormgeving en scenografie tentoonstelling over cruisevaart, Maritiem Museum Rotterdam, 2013[20]
- Un Ballet Réaliste / Les Trois Sirènes, regie, vormgeving en techniek theaterconcert rond Jean Cocteau, Muziekcentrum De Bijloke Gent, 2013[21]
- Flikken interactive, ontwikkeling en vormgeving interactieve installatie, Nederlands Instituut voor Beeld en Geluid, 2014[22]
- Voorbij het Nieuws, ontwerp tentoonstelling Nederlands Instituut voor Beeld en Geluid, 2014[23]
- Parijs is nog ver, vormgeving tentoonstelling rond de start van de Tour de France, Het Spoorwegmuseum Utrecht, 2015
- Spotter, a dance interactive, ontwikkeling en vormgeving interactieve dans installatie, Fresco Amsterdam, 2015[3]
- De Weg, regie en vormgeving theaterconcert met Ekaterina Levental, Leks Compagnie, 2015[24]
- Human Digital, vormgeving tentoonstelling, Kunsthal Rotterdam, 2016[25]
- Pierrot Lunaire 2.0, regie, ontwikkeling en vormgeving interactieve installatie voor solo-performance en publiek naar de liederencyclus van Arnold Schönberg, Fresco Amsterdam, 2016[26]
- Kattenliefde, vormgeving en scenografie interactieve tentoonstelling, Kunsthal Rotterdam, 2017[27]
- De Grens, regie en vormgeving theaterconcert met Ekaterina Levental, Leks Compagnie, 2017[28]
- La Voix humaine, regie, ontwikkeling en vormgeving interactieve installatie voor solo-performance, met Ekaterina Levental, Leks Compagnie, 2018[29]
- Con Amore, ruimtelijke vormgeving tentoonstelling, Kunsthal Rotterdam, 2018[30]
- Schoppenvrouw, regie en vormgeving theaterconcert ism mezzosopraan Ekaterina Levental - Leks Compagnie, 2019[31]
- What a Genderful World, advies en concept ruimtelijke vormgeving en interactie - Tropenmuseum Amsterdam, 2019[32]
- Street Dreams, ruimtelijke vormgeving - Kunsthal Rotterdam, 2019[33]
- ICARUS/AVATAR, interactieve installatie en performance instrument - Leks Compagnie, 2020[34]
- Lost in Isolation, regie concertfilm - Leks Compagnie, 2020[35]
- Het Orakel, regie en vormgeving theatraal ritueel  o.b.v. 'Groet God' van Eva Gerlach en Sasja Jansen, ism mezzosopraan Ekaterina Levental - Leks Compagnie, 2020[36]